# Griffith (Berserk)
Pour les articles homonymes, voir Griffin.
 (mai 2024).
Si vous disposez d'ouvrages ou d'articles de référence ou si vous connaissez des sites web de qualité traitant du thème abordé ici, merci de compléter l'article en donnant les références utiles à sa vérifiabilité et en les liant à la section « Notes et références ».
Griffith (グリフィス, Gurifisu) est le principal antagoniste du manga et de la série animée Berserk. Il est présenté au début de la série comme un personnage principal et il deviendra peu à peu le meilleur ami du protagoniste de la série. Physiquement il est décrit par les personnages comme un bel homme  (même Guts finira par lui dire qu'il a une belle gueule d'amour, avant que Griffith ne le batte et ne le fasse rejoindre la Brigade des Faucons, la troupe dont il est le chef) avec des cheveux longs et blanc et des yeux bleus similaire à ceux d'un oiseau (on le surnomme d'ailleurs le faucon). Il est svelte mais est cependant en bonne forme et il semble être de taille moyenne. Au combat il porte une armure blanche et un casque ayant la forme d'une tête de faucon, et son épée ressemble à une rapière.

## Le prénom «Griffith»
Le prénom « Griffith », très fantasy, évoque le griffon des légendes (Griffin en anglais) ; dans l'épisode 10 de l'animé, cette référence a du sens puisque l'entretien entre Griffith et la princesse Charlotte, au cours duquel Griffith révèle sa conception du « rêve » et de l'amitié, se déroule au pied d'une fontaine sculptée en forme de griffon. Le Griffon étant une chimère, cela laisse présager que les fameux « rêves » de Griffith ne sont aussi que chimères.

## La personnalité de Griffith
Dans l'anime comme dans le manga, Griffith est le fondateur et commandant de la Brigade des Faucons[réf. nécessaire], la troupe de mercenaires qui accueillera Guts (bien qu'à la base il s'agisse plus d'un groupe de bandits). Génie de la guerre et de l'épée, agile et gracieux, charismatique, doté d'une beauté inconnue, Griffith constitue l'un des grands mystères de l'œuvre et avec Guts et Casca, un des piliers de Berserk.
Dans l'épisode 12 de la série (volume 7 du manga), Casca décrit parfaitement l'ambiguïté du personnage en opposant le « vrai » Griffith, au cœur pur et au sourire d'enfant, à un Griffith « corrompu », qui se révélerait plus nettement au contact de Guts. En fait, le flash-back de Casca révèle que cette « corruption » remonte déjà aux débuts de la Brigade des Faucons. Griffith est un personnage altruiste, animé par l'idéal du « rêve » auquel chaque homme digne de ce nom devrait consacrer sa vie, mais également dévoré par l'ambition liée à la réalisation de ce rêve qu'il veut atteindre — sans doute sous l'influence de son pendentif, le Béhélit qu'une vieille femme lui aurait « confié » à l'âge de 9 ans (mais cela est remis en question par les dires de Zodd, qui annonce à Guts que le Béhélit est lié à son destin et qu'il est une part de lui qu'il ne pourra jamais perdre). Griffith est animé d'un noble sentiment (accomplir son rêve, à savoir fonder son propre royaume), mais le chemin qu'il doit prendre pour réaliser son rêve n'est pas aussi innocent que ce dernier, et cela le fait souffrir (il est tiraillé entre deux choix : ne plus faire de morts — ce qui revient à mourir brisé, sans rêves — ou continuer son chemin vers la réalisation de son rêve).
Dans le volume 9, il est totalement détruit par le départ de Guts et ne sait plus quoi faire. En effet, le jour où il vit pour la première fois ce guerrier invincible, les premiers mots qui lui vinrent aux lèvres furent « Je te veux ». Peut-être par réelle attirance, très certainement par ambition, Griffith n'avait jamais su se passer de son meilleur guerrier et ami. Précipitant maladroitement l'accomplissement de ses plans, il a la mauvaise idée de consommer son flirt avec la princesse Charlotte, déclenchant la colère du Roi. Il est ensuite arrêté et torturé pendant un an mais finit par être libéré par les Faucons. L'année de torture a laissé des marques : écorché, muet et privé de ses membres (après s'être fait sectionner les tendons), il fait peine à voir. La Brigade et en particulier Guts et Casca sont fous de douleur et de rage (surtout le premier) de voir leur ami et chef réduit à un état si misérable. Comprenant que ses ambitions sont brisées et qu'il inspire à présent de la pitié à ceux qui l'adoraient, il prend la fuite[réf. nécessaire].

## Le destin de Griffith
Finalement, le « bon » Griffith de la Brigade du Faucon devient un adversaire de Guts. Le Béhélit convoque en effet l’Éclipse et les God Hand, qui lui offrent son ascension, en sacrifiant ce qu'il a de plus cher : la troupe du Faucon, dans son intégralité. Ainsi disparaissent presque tous les soldats qui composent cette glorieuse armée, dévorés par les Apôtres. Griffith, auparavant brisé et sans force renaît sous l'apparence de l'ultime God Hand : Femto. Après son ascension, il blesse Guts en violant et détruisant psychologiquement Casca sous ses yeux. L'image du viol et du massacre de la troupe restera « imprimée » sous la paupière de l'œil borgne de Guts.
Depuis, Griffith/Femto est l'ennemi juré de Guts qui s'est résolu à tout faire pour se venger de lui. Il continue d'ailleurs de l'appeler par son ancien nom.
Plusieurs années après les évènements de l’Éclipse, et le début de la chasse que mène Guts, un nouveau sacrifice à grande échelle comme le fut le massacre de la troupe du Faucon se déclara, sur la terre sainte d'Albion.
Au pied de la tour d'Albion, contrôlée par les armées religieuses, étaient amassés de nombreux réfugiés, fuyant la misère s'étant installée dans le royaume de Midland. La peste, la famine, les Kushans, tout cela était arrivé après la disparition de Griffith.
Durant cette période de crise, les habitants firent un rêve étrange. Ils voyaient le monde tel qu'il était : embourbé dans sa misère, recouvert d'un ciel noir. Mais un faucon de lumière arriva, transperçant le ciel, et ramena la lumière sur le monde. Ce fut la prophétie du Faucon de Lumière.
Et l'un des passages de cette prophétie fut la réincarnation de Griffith dans le monde réel.
Le sacrifice fut simple : toutes les personnes se trouvant à Albion. Les réfugiés ainsi que les armées religieuses furent happés par une marée de démons, la tour s'écroula. Griffith naquit dans un apôtre en forme de Béhérit, à partir du corps de l'enfant corrompu de Guts et Casca (avalé par l'apôtre-béhérit tantôt).
À son éveil, Zodd l'immortel se trouvait devant lui. Ce dernier s'inclina devant son maître, et tous deux partirent en volant.
Plus tard, Guts rencontra une nouvelle fois Griffith, chez Godo.
Ironie du sort, ils se rencontrèrent dans le cimetière dédié à la troupe du Faucon, que Rickert a fabriqué en forgeant des épées, servant de tombes.
Griffith voulut rencontrer une nouvelle fois Guts pour s'assurer que celui-ci ne lui ferait plus perdre de vue son rêve et qu'il pourrait le sacrifier sans état d'âme, ce qui parut être le cas. Pourtant, alors que le combat opposant Guts à Zodd détruisit la grotte de Godo, Griffith enveloppa Casca de sa cape, la protégeant des éclats de roches. Griffith lui-même est surpris par son acte, probablement mué par les sentiments de l'enfant de Casca envers sa mère.
Par la suite, Griffith réunit une armée d'Apôtres, qu'il nomma Troupe du Faucon. Il libéra progressivement le Midland du joug de l'armée Kushan, et rencontra même le Pape. Ce dernier s'étala littéralement sur le sol en signe de soumission quand il vit Griffith, qui devient aux yeux de tous l'homme de la prophétie du Faucon de Lumière.
Il libéra également la princesse Charlotte, désormais Reine de Midland, qui déclara la Troupe du Faucon armée régulière du Midland.

## Anecdotes
- Dans l'œuvre de dark-fantasy Berserk de Kentaro Miura, le casque de Griffith et le visage de Femto semblent avoir été directement inspirés par le masque de Winslow Leach (du film Phantom of the Paradise)[2]